# Нижний Минченок
Нижний Минченок (укр. Нижній Мінченок) — село, относится к Станично-Луганскому району Луганской области Украины.
Население по переписи 2001 года составляло 310 человек. Почтовый индекс — 93630. Телефонный код — 6472. Занимает площадь 2,92 км².

## Местный совет
93630, Луганська обл., Станично-Луганський р-н, с. Тепле, вул. Миру, 55  (укр.)